# Complesso evolvente ossigeno
Il complesso evolvente ossigeno (OEC, oxygen evolving complex in inglese), è il complesso responsabile della fotoossidazione dell'acqua, nel corso della fase luce dipendente della fotosintesi.
Esso assume questo nome perché conseguentemente alla fotoossidazione di 2 molecole d'acqua viene rilasciata una molecola di ossigeno (O2).  
L'OEC è parte integrante del centro di reazione del fotosistema II (PSII) e presenta un sito attivo chiamato complesso Mn costituito da quattro ioni manganese.
Sulla base di una teoria largamente accettata, il complesso Mn può esistere in 5 stati S di ossidazione: da S0 a S4. 

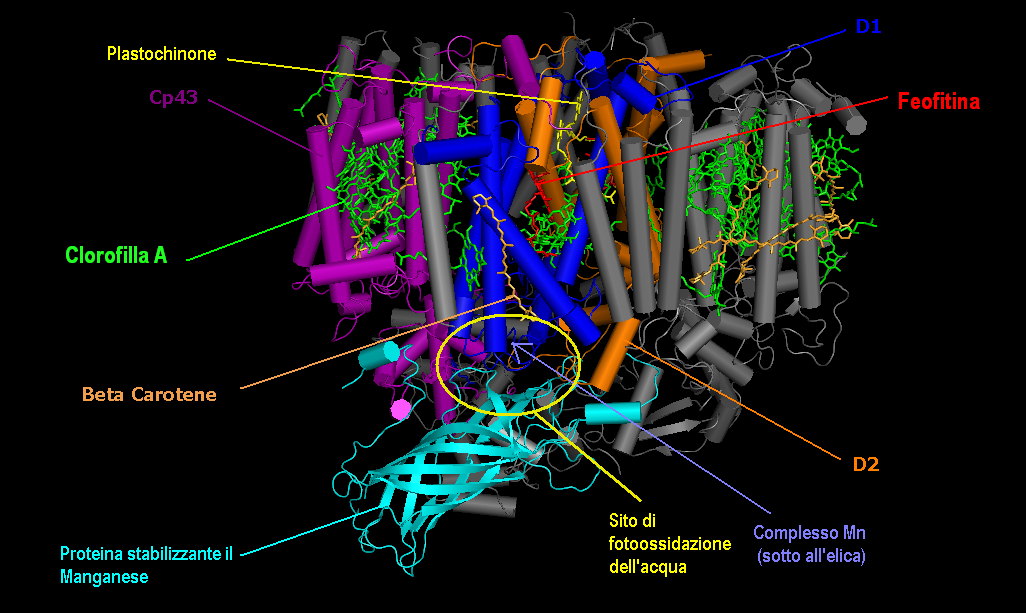
Forma monomerica del fototosistema II di un cianobatterio, PDB 2AXT

## Funzione
Nella fase luce dipendente della fotosintesi, il P680 del PSII eccitato da un fotone, perde un elettrone diventando P680+e lo cede  alla feofitina (sempre all'interno del PSII)  avviando così il flusso di elettroni indotto dalla luce.
L'elettrone perso dal P680 deve però essere rimpiazzato, in modo tale che il pigmento possa essere in grado di catturare l'energia di un altro fotone. Interviene così l'OEC, il quale è in grado di catalizzare la scissione di 2 molecole d'H2O (donatore iniziale) in 4 elettroni, 4 protoni ed una molecola di O2. I 4 elettroni passano uno alla volta al P680+ per mezzo delle seguenti reazioni:

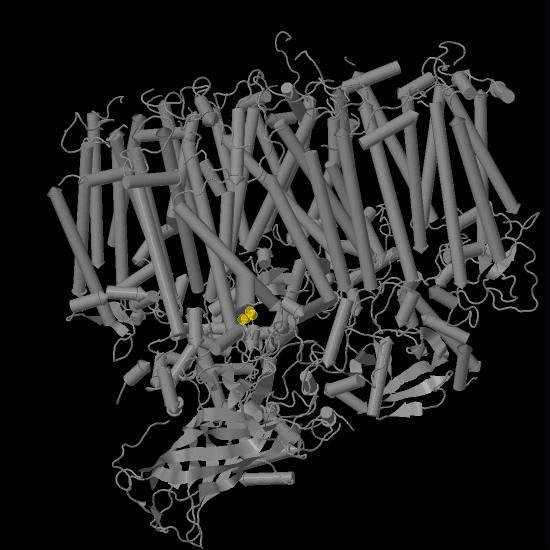
Forma monomerica del fototosistema II di un cianobatterio, privo di ligandi e ruotato per permettere la visione dei 4 Mn del OEC (evidenziati), PDB 3KZI

1) un residuo di tirosina appartenente alla subunità D1 del PSII, chiamata Tyrz, perde  un elettrone ed un protone generando il radicale libero elettricamente neutro •Tyr. L'elettrone viene donato al P680+ che così torna allo stato di P680 (il coefficiente stechiometrico 4 è dovuto al fatto che vengono ossidate due molecole di H2O).
4 P680+ + 4 Tyr → 4 P680 + 4 •Tyr
2) il •Tyr quindi, recupera l'elettrone perso ossidando uno dei quattro Mn del complesso Mn. In questo modo il complesso diventa, elettrone dopo elettrone, sempre più ossidato passando progressivamente dallo stato S0 allo stato S4.
4 •Tyr + [complesso Mn]0 → 4 Tyr + [complesso Mn]4+
3) in questo stato di ossidazione il complesso Mn acquisisce 4 elettroni da 2 molecole di H2O, rilasciando così 4 protoni ed 1 O2 nel lume tilacoidale. I 4 protoni contribuiscono al gradiente protonico alla base della fotofosforilazione non ciclica, per la sintesi di ATP.
 [complesso Mn]4+ + 2H2O → [complesso Mn]0 + 4 H+ + O2
Ad oggi però, la struttura del complesso Mn non è ancora del tutto chiara e questo impedisce la completa comprensione del meccanismo che sta alla base della reazione 3.
L'OEC è conosciuto anche come complesso che libera ossigeno o complesso che scinde l'acqua.